# Kurigram Sadar
Pour les articles homonymes, voir Kurigram.
Kurigram Sadar (en bengali : কুড়িগ্রাম সদর) est une upazila du Bangladesh dans le district de Kurigram. En 2011, on y dénombrait 312 408 habitants.